# مانی شیرازی
مانی شیرازی، شاعر و ادیب ایرانی در دوره شاه اسماعیل صفوی می‌زیسته و در اواخر عمر بواسطه دشمنی امیر نجم زرگر به قتل رسیده‌است. از دیوان مانی چند نسخه در کتابخانه ملی و کتابخانه مجلس موجود است. تاریخ وفاتش۹۱۳ یا ۹۱۴ هجری قمری و محل دفن او نیز مقبره الشعرای تبریز است.
دکتر مهدی بیانی او را ازجمله خوشنویسان خط نستعلیق ذکر کرده است که در ابتدا برزگر بود و بعد سپاهی شد و در رکاب شاه اسماعیل اول به مقامات بالایی نایل آمد و در تبریز به قتل رسید و در محله سرخاب این شهر به خاک سپرده شد.